# نیپیناوازی (کالیفرنیا)
نیپیناوازی (به انگلیسی: Nipinnawasee) یک منطقهٔ مسکونی در ایالات متحده آمریکا است که در شهرستان مادرا، کالیفرنیا واقع شده‌است. نیپیناوازی ۷٫۹۳۱ کیلومتر مربع مساحت و ۴۷۵ نفر جمعیت دارد و ۸۹۳ متر بالاتر از سطح دریا واقع شده‌است.